# 조지 그린
조지 그린(George Green, 1793년 7월 14일 – 1841년 5월 31일)은 1828년에 전기 및 자기 이론에 대한 수학적 분석의 적용에 관한 에세이를 쓴 영국의 수리물리학자였다. 해당 에세이는 몇 가지 중요한 개념을 소개했으며 그중에는 현대 그린 정리, 현재 물리학에서 사용되는 잠재적 함수에 대한 아이디어, 현재 그린 함수라고 불리는 개념과 유사한 정리가 있다. 그린은 전기와 자기에 대한 수학적 이론을 창안한 최초의 사람이었고 그의 이론은 제임스 클러크 맥스웰(James Clerk Maxwell), 윌리엄 톰슨(William Thomson) 등과 같은 다른 과학자들의 연구에 기초를 형성했다. 잠재 이론에 대한 그의 연구는 카를 프리드리히 가우스(Carl Friedrich Gauss)의 연구와 평행을 이뤘다.
그린의 인생 이야기는 그가 거의 전적으로 독학했다는 점에서 주목할 만하다. 그는 8세에서 9세 사이의 어린 시절 정규 교육을 1년 정도밖에 받지 못했다.